# Legamento tibiofibulare anteriore
Il legamento anteriore del malleolo laterale (legamento tibiofibulare anteriore o legamento anteriore inferiore tibiofibulare) nella letteratura scientifica può essere abbreviato in AITFL. È un legamento di forma trapezoidale ,più largo caudalmente che cranialmente, che si estende obliquamente verso il basso e lateralmente tra i margini adiacenti della tibia e del perone, sul lato anteriore della sindesmosi. 
È in rapporto anteriormente con il muscolo peroneo, l'aponeurosi della gamba e la pelle ; posteriormente, con il legamento interosseo. È in contatto con la cartilagine che ricopre l'astragalo.

## Fonti
Il legamento tibiofibolare anteriore presso Human Anatomy Online, SUNY Downstate Medical Center
1. ↑  (EN) Nelson Oa, Examination and Repair of the AITFL in Transmalleolar Fractures, su Journal of orthopaedic trauma, 2006-10. URL consultato il 17 dicembre 2019.
2. ↑   Human Anatomy - Figure 17.10, su act.downstate.edu. URL consultato il 17 dicembre 2019 (archiviato dall'url originale il 17 dicembre 2019).